# Paweł Stasiak
Paweł Stasiak pseudonim Pablosson (ur. 19 listopada 1967 w Łodzi) – polski piosenkarz i lider zespołu Papa D (dawniej Papa Dance).

## Życiorys
W dzieciństwie był członkiem taneczno-wokalnego zespołu „Gawęda”. Jest absolwentem X Liceum Ogólnokształcącego im. Królowej Jadwigi w Warszawie. Ukończył studia na Wydziale Produkcji Telewizyjnej i Filmowej PWSFTviT w Łodzi. Uczył się tańca w Państwowej Szkole Baletowej w Warszawie.
W latach 1983–1985 był prezenterem muzycznym w Rozgłośni Harcerskiej, współpracował także przy tworzeniu Listy przebojów Programu Trzeciego. W 1986 został wokalistą zespołu Papa Dance, w którym wcześniej śpiewał w chórkach. W 1990 zdobył dyplom Studium Piosenkarskiego w Poznaniu. Po rozpadzie Papa Dance w 1990 rozpoczął solową karierę pod pseudonimem Mr. Dance i do końca lat 90. nagrał trzy albumy: Mr. Dance (1992), Pozdrowienia dla Papa Dance (1992) oraz Życzenia (1994). Za doskonałą sprzedaż pierwszego albumu otrzymał certyfikat złotej płyty. Występował także w Dyskotece Pana Jacka.
W 1996 przerwał działalność na scenie muzycznej, pracował wówczas jako kierownik produkcji i założył wraz z Barbarą Markiewicz-Muzyką agencję statystów. W 2001 powrócił do występów scenicznych, zostając wokalistą reaktywowanego po 11 latach zespołu Papa Dance, który zmienił nazwę na Papa D. W 2008 uczestniczył w ósmej edycji programu rozrywkowego TVN Taniec z gwiazdami. W 2010 z utworem „Ocean codzienności” brał udział w festiwalu w Bydgoszczy. W 2011 został prezenterem programów muzycznych TV.Disco: Niech żyje bal (2011–2013) i Kartka z kalendarza (2013–2014). W 2016 pojawił się gościnnie w 200. odcinku serialu TVP1 Ojciec Mateusz. W lutym 2018 zajął 10. miejsce z utworem „Sunflower” w finale krajowych eliminacji do 63. Konkursu Piosenki Eurowizji. W 2019 był jednym z jurorów programu muzycznego Polsatu Śpiewajmy razem. All Together Now. W marcu 2021 zadebiutował jako prowadzący autorską audycję I’m your Papadancer na antenie RadioSpacji.

## Życie prywatne
Matką piosenkarza jest Anna, ojciec zmarł, siostrą – Daria. W 1997 poślubił Dianę, z którą rozwiódł się po 11 latach małżeństwa. W 2008 roku ponownie się ożenił, tym razem wziął ślub kościelny, o czym doniosły media. Bywa w Szwecji oraz buduje dom. Choruje na boreliozę. Włosy na głowie wspomaga tzw. systemami.

## Filmografia
- 1980: Mniejsze niebo – Julian
- 2016: Ojciec Mateusz – on sam (odcinek 200)